# Billy Harper

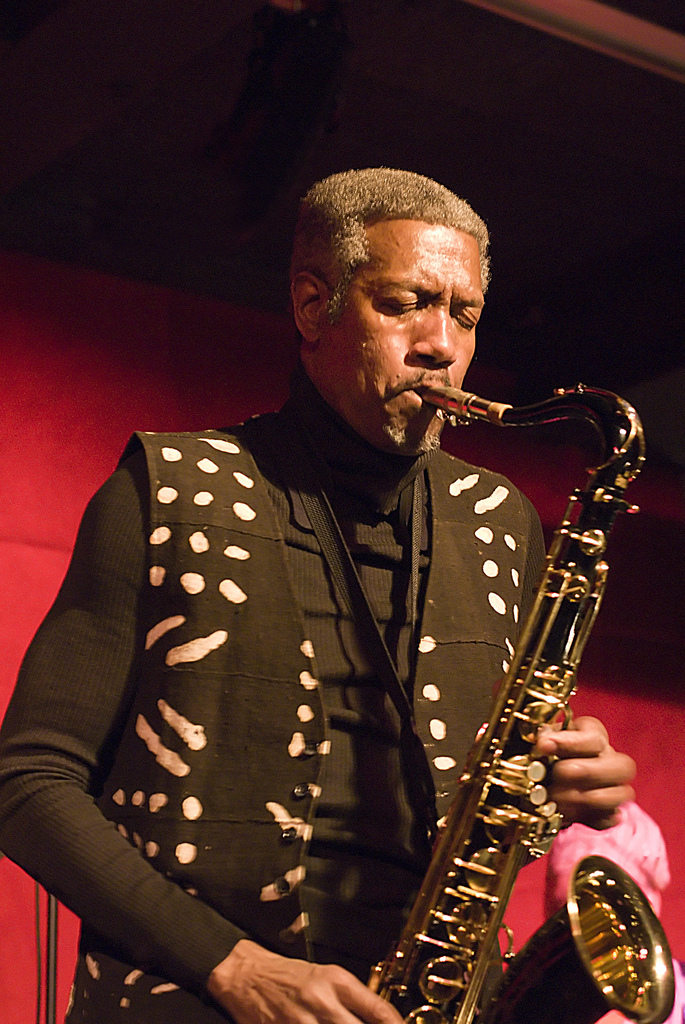
Billy Harper (2007)

Billy Harper (Houston, Texas, 17 januari 1943) is een Amerikaanse jazzsaxofonist, bandleider en muziekpedagoog.

## Biografie
Harpers kindertijd werd sterk beïnvloed door de African Methodist Episcopal Church en haar muziek. Toen hij veertien was richtte hij als leerling van de Evan E. Worthing High School zijn eerste jazzgroep op, een kwintet. Hij studeerde van 1961 tot 1965 jazz aan North Texas State University en ging daarna naar New York. Hier werd hij al snel opgemerkt door jazzreuzen als Max Roach, Thad Jones, Mel Lewis en Lee Morgan. In 1967 nam Gil Evans hem aan voor zijn bigband en hij werkte hierin mee aan onder andere het album Svengali. Art Blakey rekruteerde hem als lid van diens Jazz Messengers.
Met deze groepen en zijn eigen kwintet (waarmee hij muziek in de traditie van John Coltrane speelde) reisde hij door Amerika, Europa, Japan en Afrika. In 1976 kwam zijn grote internationale doorbraak met de plaat Black Saint, een album dat door de Modern Jazz League of Tokyo tot Jazz Record of the Year - Voice Grand Prix werd uitgeroepen.
Harper trad internationaal op. Tijdens de Jazz Jamboree in Warschau leerde hij de jonge Poolse trompettist Piotr Wojtasik kennen, die later lid van zijn band werd. In 2000 gaf hij een concert in Gewandhaus in Leipzig. Harper ging aan meerdere highschools les in improvisatie geven, aan Livingston College en Rutgers University. Sinds 2007 werkt hij met de all star-groep The Cookers.

## Discografie (selectie)
- Capra Black (Strata-East Records, 1973) met Julian Priester, Billy Cobham
- Black Saint (Black Saint Records, 1975) met Virgil Jones, Joe Bonner, David Friesen, Malcolm Pinson
- In Europe (Soul Note, 1979) met Everett Hollins, Fred Hersch, Louis Spears, Horace Arnold
- Soran-Bushi, B.H. (Denon Records, 1977) met Greg Maker, Billy Hart, Horacee Arnold, Harold Mabern, Everett Hollins
- Trying to Make Heaven My Home (MPS, 1979)
- Knowledge Of Self (Denon Records, 1979)
- The Believer (Baystate, 1980) met Armen Donelian, Everett Hollins
- Destiny Is Yours (SteepleChase Records, 1989) met Eddie Henderson, Francesca Tanksley, Clarence Seay, Newman Taylor Baker
- Live on Tour in the Far East, Vols. 1-3 (SteepleChase, 1991)  met Eddie Henderson, Francesca Tanksley, Louis Spears, Newman Taylor Baker
- Jon & Billy (Storyville, 1992) met Jon Faddis, George Mraz, Motohiko Hino, Cecil Bridgewater, Roland Hanna
- Somalia (Evidence Records, 1993) met Eddie Henderson, Francesca Tanksley, Louie Spears, Newman Taylor Baker, Horace Arnold
- If Out Hearts Could Only See (DIW Records, 1998) met Francesca Tanskley, Clarence Seay, Newman Taylor Baker, Eddie Henderson
- Soul of an Angel (Metropolitan Records, 2000) met Eddie Henderson, Francesca Tanksley, Clarence Seay, Newman Taylor Baker
- The Roots of the Blues (Universal Music France, 2013) met Randy Weston